# Andreas Roegels

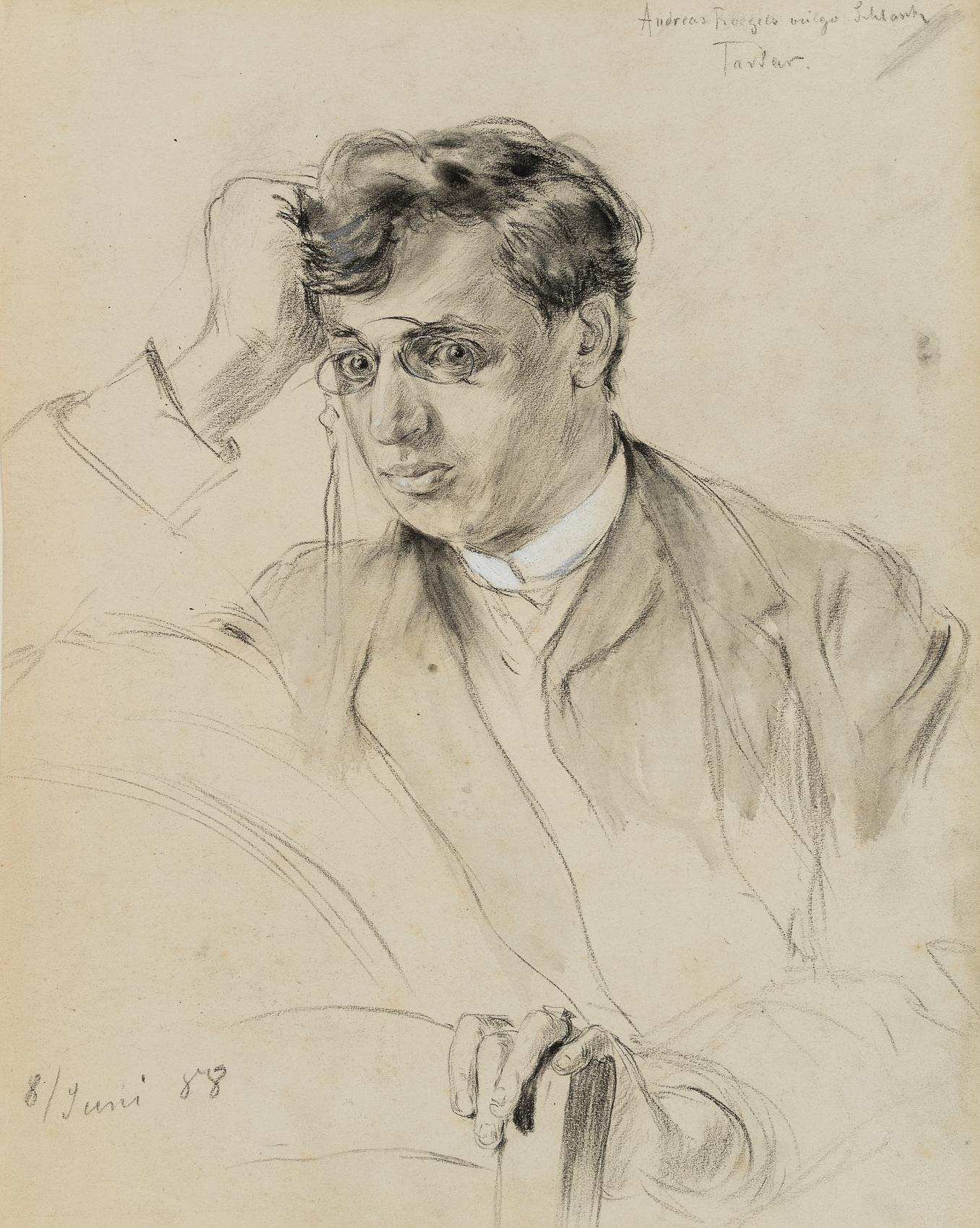
Andreas Roegels vulgo Schlank, Zeichnung von Paul Schroeter, 1888

Andreas Roegels, auch Andreas Rögels (* 15. September 1870 in Barmen, Rheinprovinz; † 3. Mai 1916 in Berlin), war ein deutscher Landschafts-, Porträt-, Figuren- und Genremaler sowie Grafiker der Düsseldorfer Schule.

## Leben
Roegels, Sohn des Barmer Porträtmalers und Fotografen Franz Rögels, studierte von 1888 bis 1890 an der Kunstakademie Düsseldorf. Dort war er Schüler von Peter Janssen dem Älteren und unter dem Spitznamen „Schlank“ Mitglied der Studentenverbindung Tartarus. Danach zog er nach München, wo er Nymphenburger Deckelvasen mit Karnevalsszenen und Parklandschaften bemalte. Anschließend lebte er zehn Jahre in Venedig. In den Jahren 1897 und 1899 stellte er auf der dortigen Biennale aus, 1899 symbolistische Frauengestalten namens Calipso und Sirene. Später lebte er auf Usedom, in Charlottenburg und Wilmersdorf bei Berlin.